# 야마다시
야마다시(일본어: 山田市, やまだし)는 후쿠오카현의 중부 지쿠호지역에 있었던 시이다. 2006년 3월 27일에 야마다시 및 이나쓰키정, 가호정, 우스이정 등 4개 시·정이 대등합병해, 가마시가 되었다.
석탄산업으로 번창했던 쇼와 30년대에는 인구가 약 4만 명 정도였으나 말기에는 3분의 1 정도로 감소하여 2000년 인구조사에서는 인구가 약 13,367명으로 인접한 이나즈키마치보다 인구가 적었다. 당시 후쿠오카현 및 규슈의 도시로는 가장 인구가 적었고, 전국적으로도 홋카이도 우시나이시에 이어 두 번째로 인구가 적은 도시였다(우시나이시와는 자매도시로 우호 관계를 맺고 있었다. 현재 2위는 홋카이도 유바리시).

## 역사
- 1889년 4월 1일 - 정촌제 시행에 의해 가마군 구마타촌(熊田村)이 성립하였다.
- 1896년 2월 26일 - 군제 시행으로 모든 정촌들이 가호군에 속하게 되었다.
- 1924년 9월 1일 - 구마타촌이 정으로 승격해 구마타정(熊田町)이 되었다.
- 1925년 5월 10일 - 야마다정(山田町)으로 개칭되었다.
- 1954년 4월 1일 - 시로 승격해 야마다시가 되었다.
- 2006년 3월 27일 - 야마다시가 성립에 의해 소멸하였다.

## 교통

### 철도
- 일본국유철도(1987년 4월 1일 분할 민영화 이후는 JR큐슈)
  - 가미야마다선(1988년 9월 1일 폐지)
  - 우루시오선(1986년 4월 1일 폐지)

### 도로
- 국도 322호선